# Johann Jakob Martin
Johann Jakob Martin (* 7. April 1790 in Frenkendorf; † 13. April 1858 in Sissach) war ein Schweizer Politiker.

## Leben
Martin war gelernter Handelsmann und im Jahr 1831 Basler Grossrat sowie bis 1832 Gerichtsschreiber. Nach der Gründung des Kantons Basel-Landschaft beteiligte er sich zusammen mit seinen Brüdern Johannes und Heinrich aktiv in der direktdemokratischen Opposition gegen die neue Führungselite. 
Martin war im Jahr 1837 und von 1841 bis 1851 Landrat, in den Jahren 1838 und 1850 Verfassungsrat, im Jahr 1838 Oberrichter und von 1838 bis 1840 Regierungsrat. Er musste die Regierung verlassen, weil seine Familie in den sogenannten Gemeindejoggeliputsch, einen Aufstand gegen die Kantonsbehörden, verwickelt war. Im Jahr 1851 wurde er Bezirksgerichtspräsident in Sissach.